# Trimorus wollastonae
Trimorus wollastonae is een vliesvleugelig insect uit de familie van de Scelionidae. De wetenschappelijke naam van de soort is voor het eerst geldig gepubliceerd in 1984 door Graham.